# Ruštejn
Ruštejn (německy Ruhstein) je zaniklá vesnice na území města Bělá nad Radbuzou, v katastrálním území Železná u Smolova v okrese Domažlice. Stál v lesích asi dva kilometry východně od Železné, pod kterou dříve administrativně spadal.

## Historie
První písemná zmínka o vesnici pochází z roku 1654, kdy je uváděna v berní rule pod jménem Ruhstein. Jméno bylo nejspíš odvozeno od výrazného 635 metrů vysokého vrchu jižně od vsi, který se ještě v druhé polovině 18. století nazýval Ruhstein. Založení vsi je pravděpodobně staršího data, někdy koncem 16. století. Na staré hraniční mapě z roku 1629 je v mapě zakreslen uzavřený dvorec složený ze tří domů a jeden věžový objekt, pravděpodobně založený majiteli panství Újezd Svatého Kříže, kterým patřili okolní lesy. Do kostela chodili obyvatelé Ruštejna do Železné.
Do poloviny 20. století se vesnice rozrostla a zástavba při cestě z Železné do Valdorfu měla délku více než půl kilometru. Vesnici postihl odsun německého obyvatelstva a následně v padesátých letech dvacátého století při vytvoření hraničního pásma byla zcela srovnána se zemí. Při rozšiřování hraničního pásma v sedmdesátých letech 20. století procházely hraniční zátarasy přímo za bývalou zástavbou vesnice.

## Obyvatelstvo
Sommerova topografie z roku 1839 popisuje ve vsi 22 domů a 161 obyvatel.
Při sčítání lidu v roce 1921 zde žilo 171 obyvatel, všichni německé národnosti. K římskokatolické církvi se hlásilo všech 171 obyvatel.
| Rok            | 1869 | 1880 | 1890 | 1900 | 1910 | 1921 | 1930 | 1950 | 1961 | 1970 | 1980 | 1991 | 2001 | 2011 |
| -------------- | ---- | ---- | ---- | ---- | ---- | ---- | ---- | ---- | ---- | ---- | ---- | ---- | ---- | ---- |
| Počet obyvatel | 186  | 221  | 241  | 202  | 183  | 171  | 174  | 13   | —    | —    | —    | —    | —    | —    |
| Počet domů     | 23   | 29   | 29   | 29   | 30   | 31   | 34   | 4    | —    | —    | —    | —    | —    | —    |

## Dostupnost
Přes území zaniklé osady prochází modře značená turistická trasa z Železné do Valdorfu a dále přes Karlovu Hut do Bělé nad Radbuzou také cyklotrasa z Železné do zaniklého Valdorfu.